# Сосновий парк (Лохвиця)
Сосновий парк — ботанічна пам'ятка природи місцевого значення в Україні. Статус надано для збереження парку на лівобережжі річки. Розташована в межах міста Лохвиця Полтавської області.
Народився парк у грізні роки становлення радянської влади. 4 лютого 1921 року голова Лохвицького політвиконкому Степан Кузьмич Луценко на V повітовому з’їзді рад висловлює думку про закладення парку відпочинку для трудящих, як символу нового, вільного життя. У 1922 році під час перших суботників комсомольці та молодь міста посадили чудовий сосновий парк, який став улюбленим місцем для відпочинку лохвичан. Посадкою дерев керував Конан Леонтій, який був спеціалістом в цій справі.
Площа 50 га. Статус надано згідно з рішенням облвиконкому № 555 від 24.12.1970 року. Перебуває віданні Лохвицького управління житлово-комунального господарства.
Статус надано для збереження парку на лівобережжі річки Лохвиці. Зростають переважно соснові насадження.

## Галерея

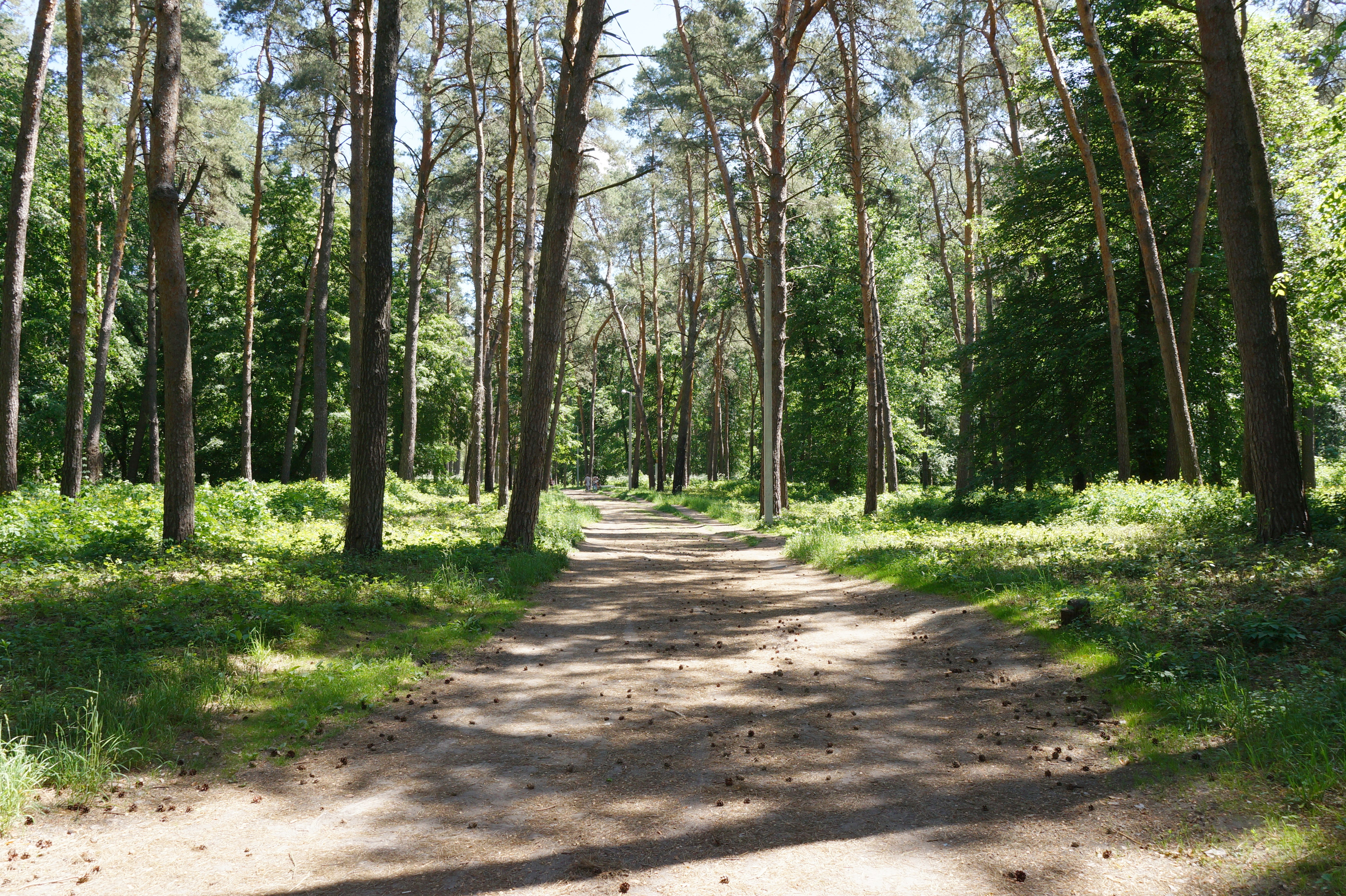
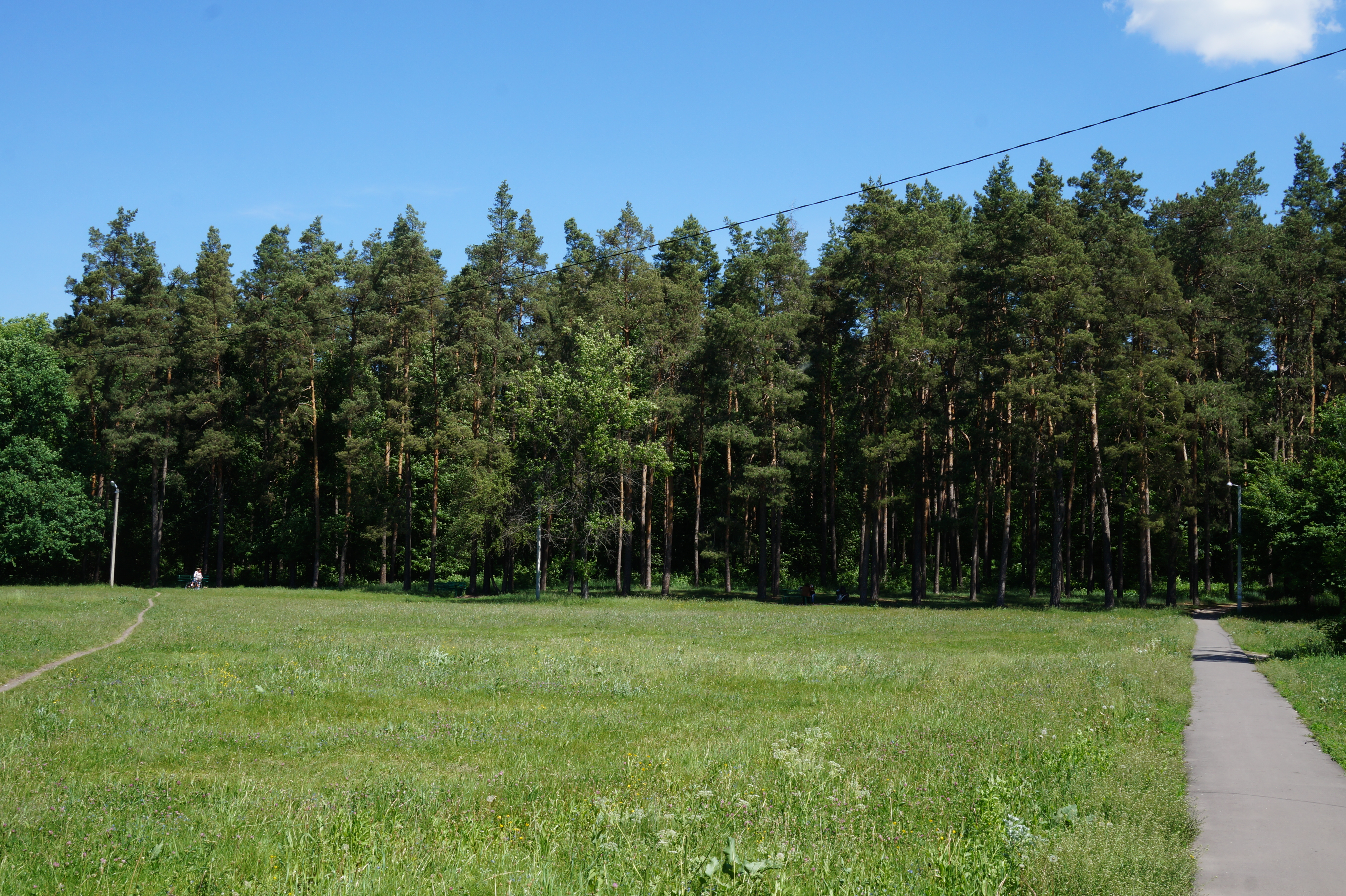
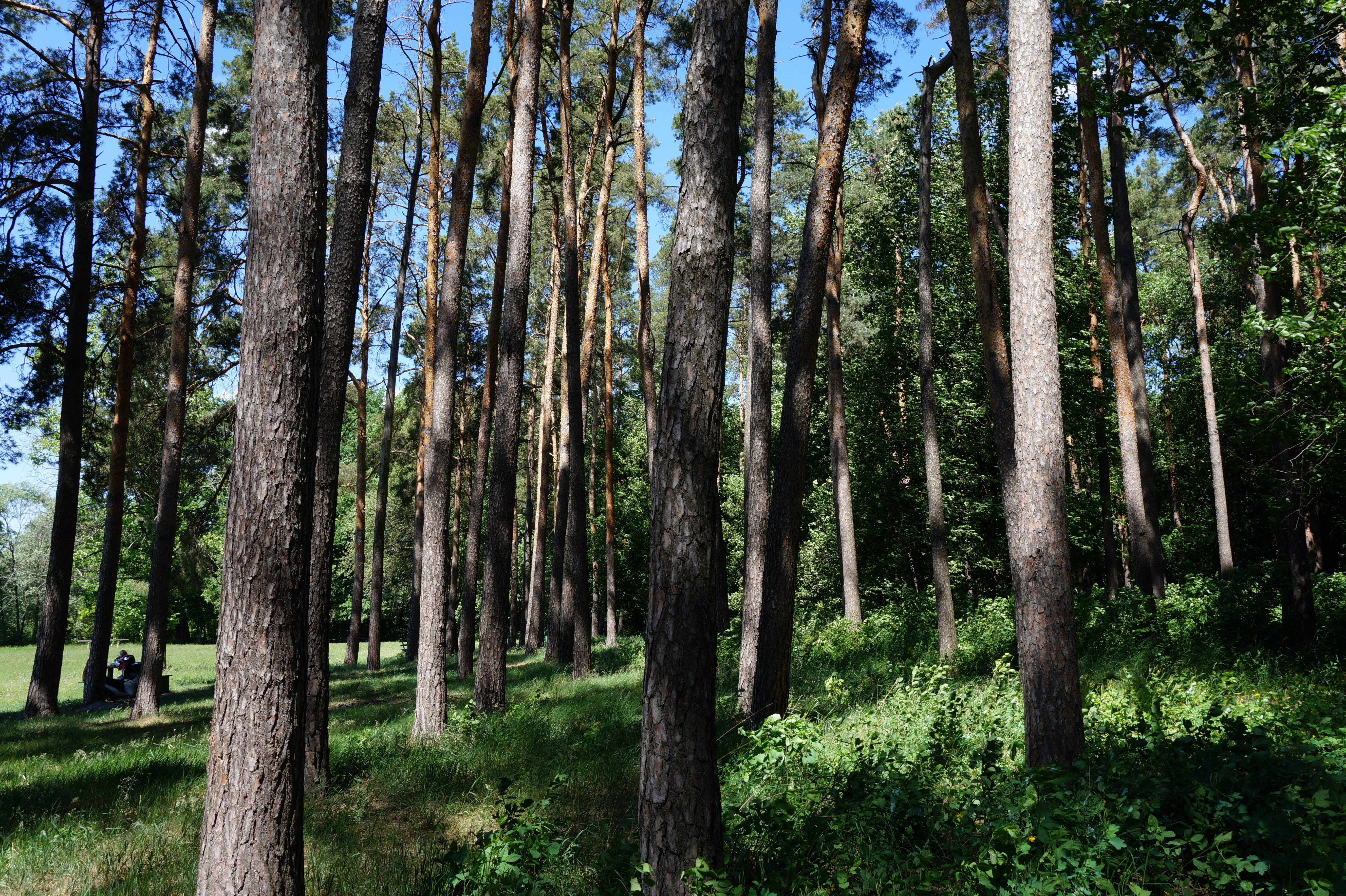
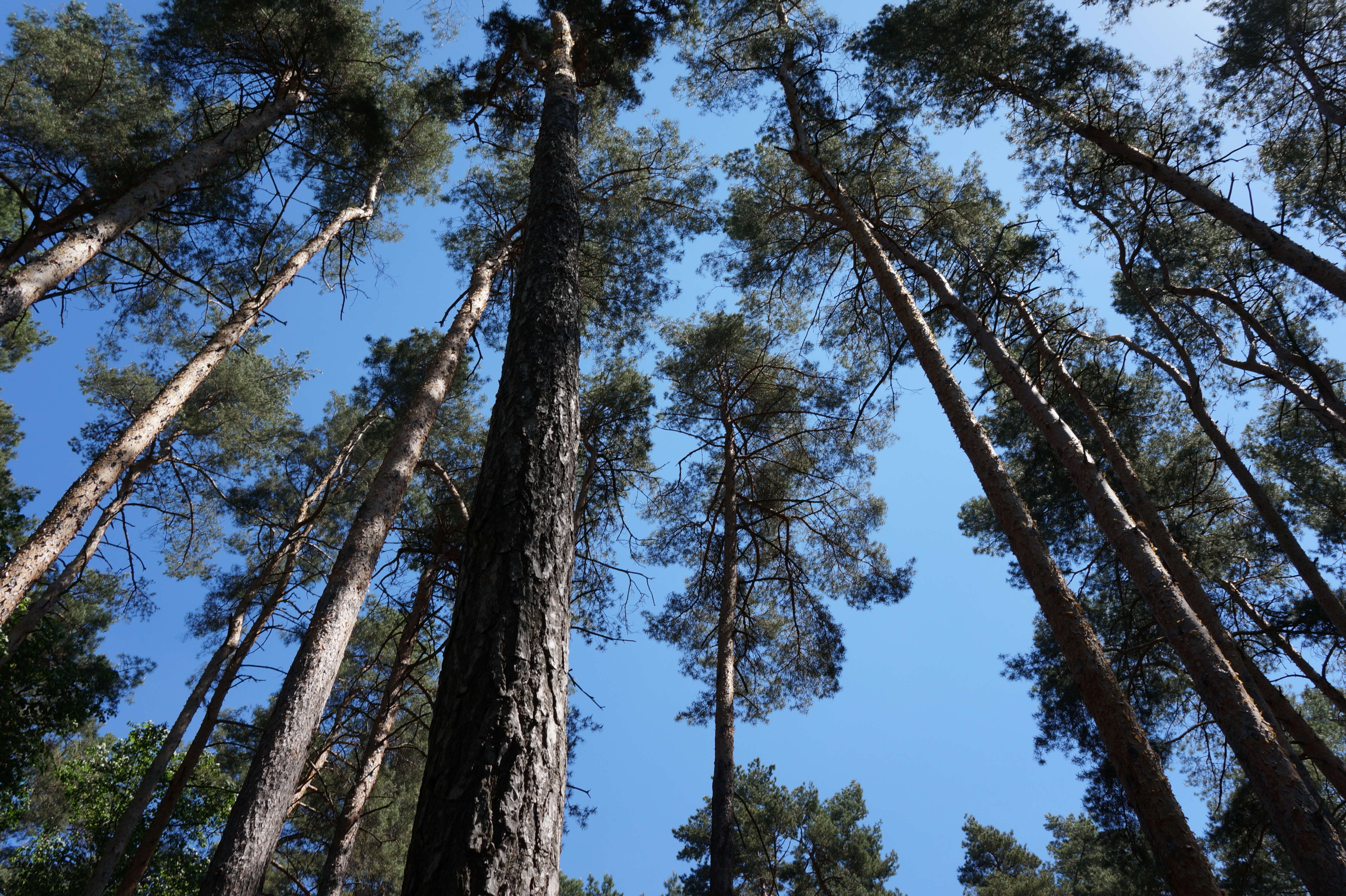
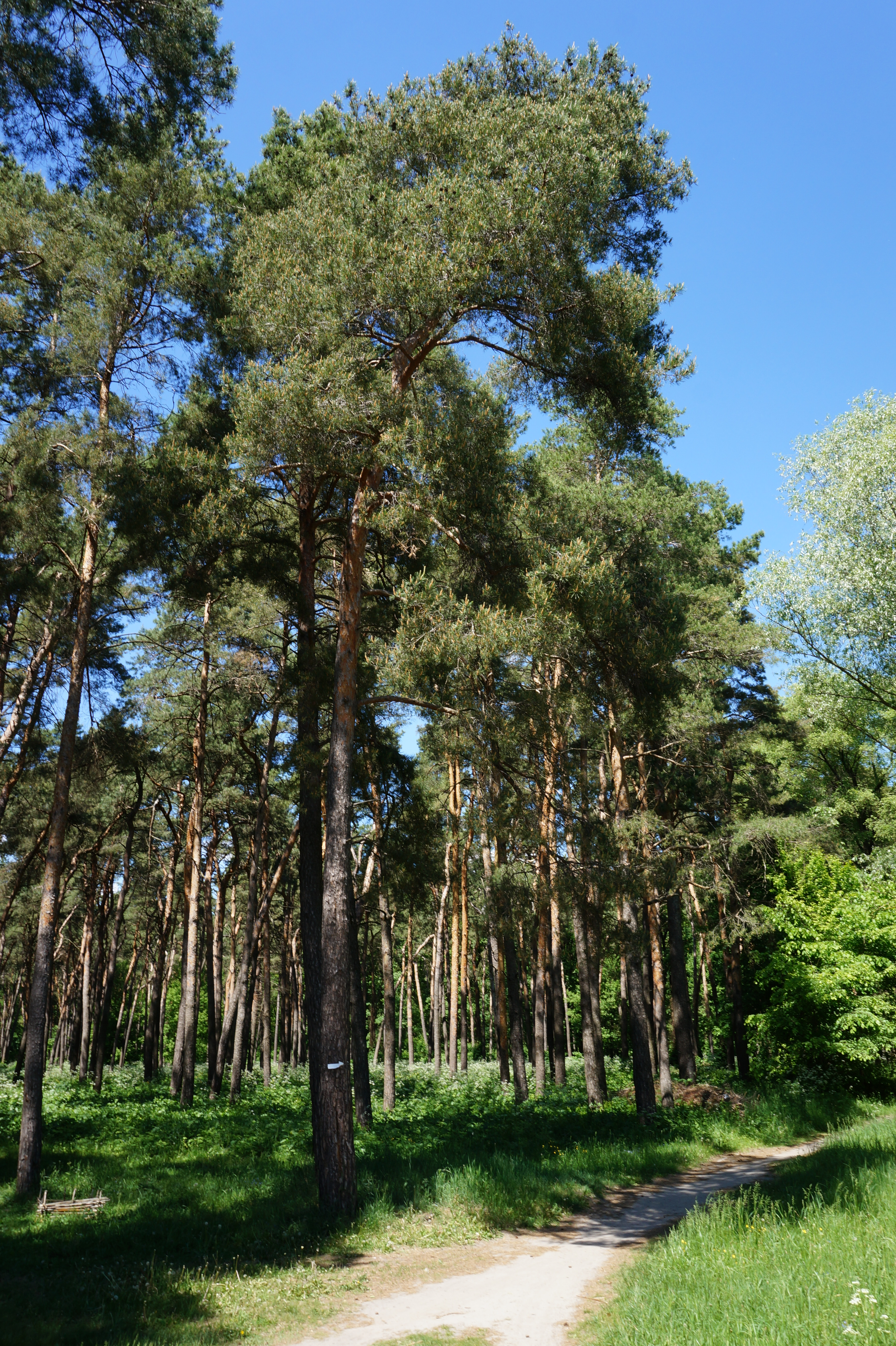